# Кубок Мітропи 1928
Другий кубок Мітропи проводився з 15 серпня по 11 листопада 1928 року. У змаганні брали участь вісім команд із чотирьох країн: Австрії, Угорщини, Чехословаччини та Югославії. Переможцем став будапештський «Ференцварош». Його гравець, Йожеф Такач, забив на турнірі найбільшу кількість голів — десять.
Від Австрії до участі у кубку потрапили чемпіон країни і володар кубку «Адміра» і 2-й призер «Рапід».
Чехословаччину представляли чемпіон країни «Вікторія» і «Славія», що перемогла в спеціальному кваліфікаційному матчі «Спарту» з рахунком 4:1. Таким чином, переможець Кубку Мітропи 1927 року клуб «Спарта» не мав можливості відстояти свій титул.
Від Угорщини до участі у кубку потрапили чемпіон країни і володар кубку «Ференцварош» і срібний призер «Хунгарія».
У Югославії був проведений відбірковий турнір, за право зіграти у кубку. Результати матчів: «Граджянскі» — «Югославія» — 5:1, БСК — ХАШК — 2:0, БСК — Хайдук — 3:1. Таким чином країну представляли чемпіон «Граджянскі» і 3-й призер БСК.

## Чвертьфінал
| Команда 1           | Заг. | Команда 2         | 1-й матч | 2-й матч |
| ------------------- | ---- | ----------------- | -------- | -------- |
| Адміра (Відень)     | 6:4  | Славія (Прага)    | 3:1      | 3:3      |
| БСК (Белград)       | 1:13 | Ференцварош       | 0:7      | 1:6      |
| Рапід (Відень)      | 8:7  | Хунгарія          | 6:4      | 1:3      |
| Граджянскі (Загреб) | 4:8  | Вікторія (Жижков) | 3:2      | 1:6      |

У парі «Рапід» (Відень) — «Хунгарія» (Будапешт) для виявлення переможця проводився додатковий матч.
| 1/4 перший матч 15.08.1928 | «Адміра» (Відень)             | 3:1        | «Славія» (Прага) | Відень                                                                |  |
| | 45' Зігль 56' Рунге 75' Шалль | (протокол) | 56' Юнек         | Стадіон: ВАК-Плац Глядачі: 16 000 Суддя: Ачілле Гама Мальчер (Італія) |  |
| Адміра: Францль — Фоці, Янда — Штрох, Кох, Шотт — Зігль (к), Кліма, Штойбер, Шалль, Рунге, тренер: Сколаут Славія: Планічка — Водічка, Черницький — Сейферт, Плетиха(к), Чіпера — Юнек, Шолтис, Свобода, Пуч, Кратохвіл, тренер: Мадден |                               |            |                  |                                                                       |  |

| 1/4 другий матч 19.08.1928 | «Славія» (Прага)              | 3:3 (4:6 заг.) | «Адміра» (Відень)               | Прага                                                              |  |
| | 29' 50' Кратохвіл 69' Свобода | (протокол)     | 23' Штойбер 32' Шалль 83' Рунге | Стадіон: Летна Глядачі: 17 000 Суддя: Ачілле Гама Мальчер (Італія) |  |
| Славія: Планічка* — Водічка, Черницький — Сучи, Плетиха(к), Чіпера — Бобор, Шолтис, Свобода, Пуч, Кратохвіл, тренер: Мадден Адміра: Францль — Фоці, Янда — Клівіч, Кох, Шотт — Зігль (к), Кліма, Штойбер, Шалль, Рунге, тренер: Сколаут - - відбив пенальті на 75-й хвилині |                               |                |                                 |                                                                    |  |

| 1/4 перший матч 19.08.1928 | БСК (Белград) | 0:7 | «Ференцварош» (Будапешт)               | Белград                                                    |  |
| |               |     | 1' 34' 76' 87' Й.Такач 3' 9' 80' Турай | Стадіон: БСК Глядачі: 4 000 Суддя: Еміль Гьобель (Австрія) |  |
| БСК: Глигорьєвич — Попович, Митрович — Арсеньєвич, Маринкович (к), Джорджевич — Мар'янович, Вуядинович, Сотирович, Драгичевич, Найданович, тренер: Енгель Ференцварош: Амшель — Г.Такач, Хунглер (к) — Фурманн, Ліка, Беркеші — Коста, Й.Такач, Турай, Седлачек, Кохут, тренер: Тот |               |     |                                        |                                                            |  |

| 1/4 другий матч 26.08.1928 | «Ференцварош» (Будапешт)                      | 6:1 (13:1 заг.) | БСК (Белград)         | Будапешт                                                               |  |
| | 5' Седлачек 30' 32' Й.Такач 37' 70' 85' Турай |                 | 61' (пен.) Мар'янович | Стадіон: Хунгарія Корут Глядачі: 20 000 Суддя: Йожеф Шлішер (Угорщина) |  |
| Ференцварош: Амшель — Г.Такач, Хунглер (к) — Фурманн, Ліка, Беркеші — Коста, Й.Такач, Турай, Седлачек, Кохут, тренер: Тот БСК: Глигорьєвич — Попович, Митрович — Арсеньєвич, Маринкович (к), Джорджевич — Мар'янович, Вуядинович, Сотирович, Драгичевич, Найданович, тренер: Енгель |                                               |                 |                       |                                                                        |  |

| 1/4 перший матч 20.08.1928 | «Рапід» (Відень)                                    | 6:4 | «Хунгарія» (Будапешт)                  | Відень                                                                    |  |
| | 18' Кутан 32' Веселік 57' 73' Хорват 68' 78' Весели |     | 16' Мольнар 50' 83' Кальмар 63' Хірзер | Стадіон: Рапід-Платц Глядачі: 20 000 Суддя: Густав Кріст (Чехословаччина) |  |
| Рапід: Гріфтнер — Вітшель, Шрамзайс — Фрювірт, Смістик, Мадльмаєр — Кірбес, Веселік, Кутан, Хорват, Весели(к), тренер: Бауер Хунгарія: Фехер — Манді, Кочиш — Клебер, Вебер, Шнайдер — Хаар, Мольнар (к), Кальмар, Шкварек, Хірзер, тренер: Мольнар |                                                     |     |                                        |                                                                           |  |

| 1/4 другий матч 25.08.1928 | «Хунгарія» (Будапешт)       | 3:1 (7:7 заг.) | «Рапід» (Відень) | Будапешт                                                                     |  |
| | 13' Кальмар 32' 40' Мольнар |                | 72' (аг) Кальмар | Стадіон: Хунгарія Корут Глядачі: 15 000 Суддя: Густав Кріст (Чехословаччина) |  |
| Хунгарія: Уйварі — Манді, Кочиш — Клебер, Вебер, Шнайдер — Хаар, Мольнар (к), Кальмар, Шкварек, Хірзер, тренер: Мольнар Рапід: Гріфтнер — Вітшель, Шрамзайс — Фрювірт, Смістик, Мадльмаєр — Кірбес, Веселік, Цернік, Хорват, Весели(к), тренер: Бауер |                             |                |                  |                                                                              |  |

| 1/4 перегравання 01.09.1928 | «Рапід» (Відень) | 1:0 (д.ч.) | «Хунгарія» (Будапешт) | Відень                                                              |  |
| | 99' Вітшель      |            |                       | Стадіон: Гоге Варте Глядачі: 35 000 Суддя: Альбіно Карраро (Італія) |  |
| Рапід: Гріфтнер — Вітшель, Шрамзайс — Фрювірт, Смістик, Мадльмаєр — Кірбес, Веселік, Кутан, Хорват, Весели(к), тренер: Бауер Хунгарія: Уйварі — Манді, Кочиш — Клебер, Вебер, Шнайдер — Хаар, Мольнар (к), Кальмар, Шкварек, Хірзер, тренер: Мольнар |                  |            |                       |                                                                     |  |

| 1/4 перший матч 26.08.1928 | «Граджянскі» (Загреб)      | 3:2 | «Вікторія» (Жижков)   | Загреб                                                           |  |
| | 24' Першка 54' 57' Циндрич |     | 40' Подразіл 84' Баєр | Стадіон: Граджянські Глядачі: 6 000 Суддя: Ойген Браун (Австрія) |  |
| Граджянскі: Михелчич — Гмайнички, Мантлер — Хитрець, Михалєвич-Пикич, Д.Бабич (к) — Н.Бабич, Гумгалтер, Першка, Циндрич, Гілер, тренер: Пожоньї Вікторія: Бенда — Стейнер, Стеглік — Кьоніг, Кліцпера (к), Матей-Штепан — Подразіл, Срба, Медуна, Громадка, Баєр, тренер: Бребурда |                            |     |                       |                                                                  |  |

| 1/4 другий матч 02.09.1928 | «Вікторія» (Жижков)                                            | 6:1 (8:4 заг.) | «Граджянскі» (Загреб) | Прага                                                             |  |
| | 26' 59' Подразіл 29' Дворжачек 55' Стейнер 57' Медуна 83' Срба |                | 80' Циндрич           | Стадіон: На Оградє Глядачі: 18 000 Суддя: Еміль Гьобель (Австрія) |  |
| Вікторія: Бенда — Стейнер, Стеглік — Кьоніг, Кліцпера (к), Матей-Штепан — Подразіл, Срба, Медуна, Дворжачек, Баєр, тренер: Бребурда Граджянскі: Михелчич — Гмайнички, Мантлер — Хитрець, Михалєвич-Пикич, Д.Бабич (к) — Н.Бабич, Гумгалтер, Першка, Циндрич, Гілер, тренер: Пожоньї |                                                                |                |                       |                                                                   |  |

## Півфінал
| Команда 1         | Заг. | Команда 2      | 1-й матч | 2-й матч |
| ----------------- | ---- | -------------- | -------- | -------- |
| Вікторія (Жижков) | 7:9  | Рапід (Відень) | 4:3      | 2:3      |
| Адміра (Відень)   | 1:3  | Ференцварош    | 1:2      | 0:1      |

У парі «Рапід» (Відень) — «Вікторія» (Жижков) для виявлення переможця проводився додатковий матч.
| 1/2 перший матч 08.09.1928 | «Вікторія» (Жижков)                     | 4:3 | «Рапід» (Відень)                 | Прага                                                         |  |
| | 9' (пен.) Стейнер 44' 63' 64' Дворжачек |     | 12' 27' 37' Веселик 43' Шрамсайс | Стадіон: Летна Глядачі: 16 000 Суддя: Отто Зандер (Німеччина) |  |
| Вікторія: Бенда — Стейнер, Стеглік — Кьоніг, Кліцпера (к), Матей-Штепан — Подразіл, Срба, Медуна, Дворжачек, Баєр, тренер: Бребурда Рапід: Гріфтнер — Вітшель, Шрамсайс — Фрювірт, Смістик, Мадльмаєр — Кірбес, Луеф, Веселик, Хорват, Весели(к), тренер: Бауер |                                         |     |                                  |                                                               |  |

| 1/2 другий матч 16.09.1928 | «Рапід» (Відень)                 | 3:2 (6:6 заг.) | «Вікторія» (Жижков)        | Відень                                                               |  |
| | 1' Весели 15' Веселик 47' Хорват |                | 25' Дворжачек 64' Подразіл | Стадіон: Рапід-Плац Глядачі: 26000 Суддя: Альфред Бірлем (Німеччина) |  |
| Рапід: Гріфтнер — Вітшель, Шрамсайс — Фрювірт, Смістик, Мадльмаєр — Кірбес, Луеф, Веселик, Хорват, Весели(к), тренер: Бауер Вікторія: Бенда — Стейнер, Стеглік — Кьоніг, Кліцпера (к), Матей-Штепан — Подразіл, Новак, Медуна, Дворжачек, Баєр, тренер: Бребурда |                                  |                |                            |                                                                      |  |

| 1/2 перегравання 23.09.1928 | «Рапід» (Відень)                 | 3:1 | «Вікторія» (Жижков) | Відень                                                        |  |
| | 8' 14' (пен.) Хорват 32' Веселик |     | 25' Новак           | Стадіон: Рапід-Плац Глядачі: 15000 Суддя: Карло Дані (Італія) |  |
| Рапід: Гріфтнер — Вітшель, Шрамсайс — Фрювірт, Смістик, Мадльмаєр — Кірбес, Луеф, Веселик, Хорват, Весели(к), тренер: Бауер Вікторія: Бенда — Стейнер, Стеглік — Кьоніг, Клічпера (к), Матей-Штепан — Подразіл, Новак, Медуна, Дворжачек, Баєр, тренер: Бребурда |                                  |     |                     |                                                               |  |

| 1/4 перший матч 9.09.1928 | «Адміра» (Відень) | 1:2 | «Ференцварош» (Будапешт) | Відень                                                             |  |
| | 21' Зігль         |     | 3' Турай 54' Й.Такач     | Стадіон: Гоге Варте Глядачі: 20 000 Суддя: Йожеф Шлішер (Угорщина) |  |
| Адміра: Францль — Воці, Янда — Клівіч, Кох, Шотт — Зігль (к), Кліма, Штойбер, Шалль, Рунге, тренер: Сколаут Ференцварош: Амшель — Г.Такач, Хунглер (к) — Ліка, Букові, Беркеші — Коста, Й.Такач, Турай, Седлачік, Кохут, тренер: Тот |                   |     |                          |                                                                    |  |

| 1/4 другий матч 16.09.1928 | «Ференцварош» (Будапешт) | 1:0 (3:1 заг.) | «Адміра» (Відень) | Будапешт                                                             |  |
| | 33' Ражо                 |                |                   | Стадіон: Юллеї Ут Глядачі: 20 000 Суддя: Ріналдо Барлассіна (Італія) |  |
| Ференцварош: Амшель — Г.Такач, Хунглер (к) — Ліка, Букові, Беркеші — Ражо, Й.Такач, Турай, Седлачік, Кохут, тренер: Тот Адміра: Францль — Воці, Янда — Клівіч, Кох, Шотт — Зігль (к), Кліма, Штойбер, Шалль, Рунге, тренер: Сколаут |                          |                |                   |                                                                      |  |

## Перший фінальний матч
| 28 жовтня 1928 |

| «Ференцварош» (Будапешт)                                                  | 7 — 1 | «Рапід» (Відень)  |
| ------------------------------------------------------------------------- | ----- | ----------------- |
| Ференц Седлачек 15', 20' Йожеф Такач 18', 64', 76' Вільмош Кохут 56', 58' |       | 85' Йоганн Хорват |

| Юллеї Ут, Будапешт Глядачів: 20,000 Арбітр: Альбіно Карраро (Італія) |

| «Ференцварош» (Будапешт) |                 |
|                          |                 |
| ВР                       | Ігнац Амшель    |
| ЗХ                       | Геза Такач      |
| ЗХ                       | Янош Хунглер    |
| ПЗ                       | Карой Фурманн   |
| ПЗ                       | Мартон Букові   |
| ПЗ                       | Елемер Беркеші  |
| НП                       | Імре Коста      |
| НП                       | Йожеф Такач     |
| НП                       | Йожеф Турай     |
| НП                       | Ференц Седлачек |
| НП                       | Вільмош Кохут   |
| Тренер:                  |                 |
| Іштван Тот               |                 |

| «Рапід» (Відень) |                   |
|                  |                   |
| ВР               | Франц Грібар      |
| ЗХ               | Роман Шрамсайс    |
| ЗХ               | Франц Краль       |
| ПЗ               | Йозеф Фрювірт     |
| ПЗ               | Йозеф Смістик     |
| ПЗ               | Йозеф Мадльмаєр   |
| НП               | Віллібальд Кірбес |
| НП               | Франц Веселик     |
| НП               | Йоганн Гоффманн   |
| НП               | Йоганн Хорват     |
| НП               | Фердинанд Весели  |
| Тренер:          |                   |
| Едуард Бауер     |                   |

## Другий фінальний матч
| 11 листопада 1928 |

| «Рапід» (Відень)                                                      | 5 — 3 | «Ференцварош» (Будапешт)                              |
| --------------------------------------------------------------------- | ----- | ----------------------------------------------------- |
| Вілльбальд Кірбес 5', 22' Фердинанд Весели 37', 53' Франц Веселик 50' |       | 33' Вільмош Кохут 36' Йожеф Турай 79' Ференц Седлачек |

| Гоге Варте, Відень Глядачів: 20,000 Арбітр: Альбіно Карраро (Італія) |

| «Рапід» (Відень) |                   |
|                  |                   |
| ВР               | Франц Грібар      |
| ЗХ               | Роман Шрамзайс    |
| ЗХ               | Антон Вітшель     |
| ПЗ               | Йоганн Гоффманн   |
| ПЗ               | Йозеф Мадльмаєр   |
| ПЗ               | Йозеф Фрювірт     |
| НП               | Віллібальд Кірбес |
| НП               | Франц Веселик     |
| НП               | Ріхард Кутан      |
| НП               | Йоганн Хорват     |
| НП               | Фердинанд Весели  |
| Тренер:          |                   |
| Едуард Бауер     |                   |

| «Ференцварош» (Будапешт) |                 |
|                          |                 |
| ВР                       | Ігнац Амшель    |
| ЗХ                       | Геза Такач      |
| ЗХ                       | Янош Хунглер    |
| ПЗ                       | Карой Фурманн   |
| ПЗ                       | Мартон Букові   |
| ПЗ                       | Елемер Беркеші  |
| НП                       | Імре Коста      |
| НП                       | Йожеф Такач     |
| НП                       | Йожеф Турай     |
| НП                       | Ференц Седлачек |
| НП                       | Вільмош Кохут   |
| Тренер:                  |                 |
| Іштван Тот               |                 |

## Склад чемпіона
| Воротар: Ігнац Амшель (6). Захисники: Геза Такач (6), Янош Хунглер (6). Півзахисники: Елемер Беркеші (6), Мартон Букові (4), Карой Фурманн (4), Анталь Ліка (4). Нападники: Йожеф Такач (6.10), Йожеф Турай (6.8), Ференц Седлачек (6.4), Вільмош Кохут (6.3), Імре Коста (5), Ізідор Ражо (1.1). Тренер: Іштван Тот. |

## Найкращі бомбардири
| Місце | Гравець          | Матчі | Голи | Команда                  |
| ----- | ---------------- | ----- | ---- | ------------------------ |
| 1     | Йожеф Такач      | 6     | 10   | «Ференцварош» (Будапешт) |
| 2     | Йожеф Турай      | 6     | 8    | «Ференцварош» (Будапешт) |
| 3     | Франц Веселик    | 8     | 7    | «Рапід» (Відень)         |
| 4     | Йоганн Хорват    | 8     | 6    | «Рапід» (Відень)         |
| 5     | Ян Дворжачек     | 4     | 5    | «Вікторія» (Жижков)      |
| 6     | Фердинанд Весели | 8     | 5    | «Рапід» (Відень)         |
| 7     | Карел Подразіл   | 5     | 4    | «Вікторія» (Жижков)      |
| 8     | Ференц Седлачек  | 6     | 4    | «Ференцварош» (Будапешт) |